# Лейн, Роберт
Роберт Джордж Лейн (англ. Robert George Lane; 15 января 1882, Галт, Онтарио — 20 ноября 1940, Виннипег) — канадский футболист, чемпион летних Олимпийских игр 1904.
На Играх 1904 в Сент-Луисе Лейн выступал за сборную Канады. Выиграв два матча, он занял первое место и выиграл золотую медаль.